# Факторизација
Факторизација у математици  је разлагање неког објекта (на пример, броја, полинома, или матрице) у продукт неких других објеката, или фактора, који када се међусобно помноже дају оригинал. На пример, број 15 факторишемо на просте бројеве 3 × 5, а полином x2 − 4 на (x − 2)(x + 2). У сваком случају је добијен једноставнији облик.
Циљ факторисања је обично, поједностављење нечега на “његове полазне елементе”, као што су за бројеве, прости бројеви, или за полиноме, нерашчлањиви полиноми. Факторисање целих бројева покривено је у оквиру основне теореме аритметике и факторисање полинома у оквиру основне теореме алгебре. Вијетове формуле везују коефицијент полинома са његовим кореном.
Супротно од факторизације полинома је проширење, множење заједничких фактора полинома како би се проширио полином, написан као збир чланова.
Растављање на факторе за велике бројеве се испоставило као велики проблем. Не постоји позната метода који би могла да изврши то за кратко време. Њена сложеност је основа заштите неких асиметрично криптографских алгоритама, као што је RSA (алгоритам).
Матрица може такође бити факторисана у продукт специјалних типова матрица, за апликацију у којој је такав објекат погодан. Један добар пример овога је ортогонална или јединична матрица , и троугаона матрица. Постоје различити типови: QR декомпозиција, LQ, QL, RQ, RZ.
Још један пример је факторисање функција као композиције других функција  које имају одређене особине; на пример, свака функција се може посматрати као композиција сурјективне функције са неком инјективном функцијом. Овакав облик је генерализован помоћу система факторизације.

## Цели бројеви
Према основној теореми аритметике, сваки позитиван цео број већи од 1 има јединствено растављање на факторе. Дати алгоритам за факторисање целих бројева може да факторише било који цео број на његове просте применом понављања овог алгоритма. За велике бројеве, није познат ниједан ефикасан алгоритам.

## Полиноми
Модерне технике за факторисање полинома су брзе и ефикасне, али користе софистициране математичке идеје (видети факторизацију полинома). Ове технике се користе за конструкцију компјутерских рутина за факторисање полинома у системима за компјутерско израчунавање. Класичне методе се заснивају или на томе да се полиноми факторишу тако да имају ниже степенове или да се препознају као део неке класе познатих примера и те методе нису погодне за компјутерску имплементацију. Овај чланак је везан за  ове, класичне технике.
Док је уопштено значење факторисања представљено само као писање неког израза као производ простијих израза, нејасан термин простијих ће бити дефинисан прецизније код специјалних класа израза. Код факторисања полинома, фактори треба да буду полиноми нижег степена. Док {\displaystyle x^{2}-y=(x+{\sqrt {y}})(x-{\sqrt {y}})}  јесте факторисање израза, али то није полиномска факторизација јер фактори нису полиноми. Такође, факторисање константи нпр. {\displaystyle 3x^{2}-6x+12=3(x^{2}-2x+4)} се не би сматрало полиномском факторизацијом јер један од фактора нема нижи степен од оригиналног израза. Постоји још један проблем, који је везан за коефицијенте фактора. У класичном решавању пожељно је да коефицијенти фактора буду истог типа као коефицијенти оригиналних полинома, а то је факторисање полинома са целобројним коефицијентима у факторе са целобројним коефицијентима, или факторисање полинома са реалним коефицијентима у факторе са реалним коефицијентима. То није могуће увек урадити, и за полином који који не може бити факторисан на овај начин се каже да је несводљив преко овог типа коефицијента. Рецимо, x2 -2 је несводљиво на целе бројеве и x2 + 4 је несводљиво на реалне бројеве. У првом примеру, цели бројеви 1 и -2 могу да се сматрају и као реални бројеви, и ако јесу, онда {\displaystyle x^{2}-2=(x+{\sqrt {2}})(x-{\sqrt {2}})} показује да је факторисање овог полинома над реалним бројевима могуће (понекад се каже да се полином дели  преко реалних бројева). Слично, како су цели бројеви 1 и 4 такође и реални а стога и комплексни бројеви, x2 + 4 се дели преко комплексних бројева, нпр. {\displaystyle x^{2}+4=(x+2i)(x-2i)}.
Основна теорема алгебре се може разумети као: Сваки полином степена n са комплексним бројевима као коефицијентима се дели комплетно, на n  линеарних фактора. Услови у овим факторима, који су корени полинома, могу бити реални и комплексни. Како се комплексни корени полинома са реалним коефицијентима налазе у облику конјуговано комплексних парова, резултат имплицира на то да се сваки полином са реалним коефицијентима дели на линеарне и/или  несводљиве квадратне факторе са реалним коефицијентима (јер кад се два линеарна фактора са конјуговано комплексним условима помноже међусобно, резултат је квадратан са реалним коефицјентима). Иако је структура факторизације позната у овим случајевима, налажење фактора може бити компјутерски изазов, и према Абел-Руфинијевој теореми коефицијенти и додатни чланови у факторима не могу бити изражени преко н-тог корена .

### Историја о факторисању полинома
Студенти који су упознати са факторисањем као примарном методом приликом решавања квадратних једначина ће можда бити изненађени сазнањем да је то једна од најновијих метода решавања истих. Вера Санфорд истиче у својој књизи A Short Histоry of Mathematics (1930). “с обзиром на досадашњи напредак у пољу решавања квадратних једначина факторисањем, интересантно је истаћи да овај метод није коришћен све до Хариотовог  рада 1631. У овом случају, аутор игнорише чињенице које си допринеле развоју негативних корена.” Хариот је умро 1621, и као и остале његове књиге, ова књига, Artis Analyticae Praxis ad Aequationes Algebraicas Resolvendas, је објављена након његове смрти. Чланак о Хариоту на веб страници Универзитета светог Андреја везаног за историју математике, говори да је у његовом личном спису везаном за решавање квадратних једначина Хариот користио позитивна и негативна решења, али његов уредник, Валтер Варнер, то није представио у његовој књизи. Хариотов метод факторисања можда изгледа другачије од онога што данашњи студенти очекују. У свом првом делу (Sectio Prima) Хариот црта табеле како би илустровао сабирање, одузимање, множење и дељење монома, бинома и тринома. Затим у другом делу показује прецизније множење које представља основе његовог метода факторисања. Он поставља једначину aa − ba + ca = + bc, и показује да се овај начин подудара са обликом множења који је он претходно представио као,
| a − b | aa − ba                                                               |
| (===) | (Хариот користи дугачак знак једнакости преузетог од Роберта Рекорда) |
| a + c | ca − bc                                                               |
факторисање четири услова прилагођеног израза aa − ba + ca − bc. Овај пример се може видети на страни 16  Artis Analyticae Praxis ad Aequationes Algebraicas Resolvendas.
Хариот исписује облик сваке могућности (a ± b)(a ± c) где је a непозната (где данас користимо x ) а када му затреба за факторисање, узима један од облика који се подударају. Раздвајањем линеарног коефицијента на два дела он може да разложи проблем на један од облика.

### Уопштене методе
Постоји свега пар уопштених метода које се могу применити на било који полином у било којој променљивој (једноваријантан случај) или већи број променљивих (вишеваријантан случај).

#### Највећи заједнички делилац
Наћи, прегледањем, моном који је највећи заједнички делилац (познат и као нзд) за све дате полиноме и факторисати га као заједнички фактор је у домену дистрибутивности. Ово је најчешће коришћена техника факторисања. На пример:
{\displaystyle 6x^{3}y^{2}+8x^{4}y^{3}-10x^{5}y^{3}=(2x^{3}y^{2})(3)+(2x^{3}y^{2})(4xy)+(2x^{3}y^{2})(-5x^{2}y)=(2x^{3}y^{2})(3+4xy-5x^{2}y).}

#### Факторисање груписањем
Метод који је понекад користан, али не гарантује решавање проблема, је факторисање груписањем.
Факторисање груписањем је одрађено када се услови у оквиру полинома разврстају у две или више група, где свака група може бити факторисана познатом методом. Комбиновањем резултата парцијалних факторисања  се може доћи до факторисања оригиналног израза.
На пример, факторисати полином
{\displaystyle 4x^{2}+20x+3xy+15y\,}:
1. груписање сличних облика, {\displaystyle (4x^{2}+20x)+(3xy+15y),\,}
2. извлачење највећег заједничког делиоца из сваке заграде, {\displaystyle 4x(x+5)+3y(x+5),\,}
3. извлачење заједничког бинома, {\displaystyle (x+5)(4x+3y).\,}

Груписање можда неће сваки пут довести до решења, ако се полином који треба да се факторише састоји од четири члана и ако је он резултат приликом множења два бинома (преко FOIL методе на пример), онда техника груписањем може водити ка факторисању, као у примеру изнад.

#### Коришћење теореме фактора
За јединствен полином, p(x), теорема фактора гласи да је a корен полинома (тј., p(a) = 0, такође и нулти полином) ако и само ако је (x - a) фактор од p(x). Други фактор у факторисању p(x) се може наћи преко дељења сложених полинома или синтетичког дељења.
На пример, посматрајмо полином {\displaystyle x^{3}-3x+2.} Прегледањем видимо да је 1 корен овог полинома (посматрати као да је коефицијент сабран са 0), тако да је (x - 1) фактор полинома. Путем дељења сложених полинома имамо{\displaystyle x^{3}-3x+2=(x-1)(x^{2}+x-2).}

#### Једноваријантни случај, користећи се карактеристикама корена
Када је једноваријантни полином комплетно факторисан у линеарне факторе (фактори првог степена), сви корени полинома су познати и множећи факторе заједно, однос између корена и коефицијента се може разматрати. Формално, овакви односи су познати и као Вијетове формуле. Ове формуле не помажу у факторисању полинома осим као помоћ приликом нагађања могућих корена. Ипак, ако је нека информација о коренима позната, она може бити комбинована са формулама како би се добили тражени корени .
На пример, можемо факторисати {\displaystyle x^{3}-5x^{2}-16x+80} ако знамо да је збир два корена нула. Нека су {\displaystyle r_{1},r_{2}} и {\displaystyle r_{3}} три корена полинома. Онда Вијетове формуле гласе :
{\displaystyle {\begin{aligned}r_{1}+r_{2}+r_{3}&=5\\r_{1}r_{2}+r_{2}r_{3}+r_{3}r_{1}&=-16\\r_{1}r_{2}r_{3}&=-80.\end{aligned}}}
Претпостављајући да је {\displaystyle r_{2}+r_{3}=0} одмах добијамо да је {\displaystyle r_{1}=5} и сводимо друге две једначине на {\displaystyle r_{2}^{2}=16.} Пошто су корени 5, 4 и -4 имамо {\displaystyle x^{3}-5x^{2}-16x+80=(x-5)(x-4)(x+4).}

##### Налажење рационалних корена
Ако (једноваријантни) полином, f(x), има рационалан корен, p/q (p и q су цели бројеви и q ≠ 0), онда по теореми фактора f(x) има фактор,
{\displaystyle \left(x-{\frac {p}{q}}\right)={\frac {1}{q}}(qx-p).}
Ако, приликом сабирања, полином f(x) има целобројне коефицијенте, онда q мора да једнако подели целе бројеве према највећем заједничком делиоцу чланова полинома, и, у факторисању f(x), само члан (qx - p) ће бити познат.
Ако (једноваријантни) полином са целобројним коефицијентима, рецимо,
{\displaystyle a_{0}x^{n}+a_{1}x^{n-1}+\ldots +a_{n-1}x+a_{n}}
има рационалан корен p/q, где су p и q цели бројеви који су узајамно прости, онда према теореми рационалних корена, p је целобројни делилац од an и q је целобројни делилац од a0.
Ако желимо да факторишемо полином {\displaystyle 2x^{3}-7x^{2}+10x-6} можемо да потражимо рационалне корене p/q где p дели -6, q дели 2 и p и q немају заједничког делиоца већег од 1. Прегледањем, видимо да овај полином не може имати негативне корене. Претпоставимо да је q = 2 (у супротном бисмо тражили целобројне корене), заменимо x = p/2 и поставимо да је полином једнак 0. Дељењем са 4, добијамо полиномску једначину {\displaystyle p^{3}-7p^{2}+20p-24=0} која ће имати целобројно решење 1 или 3 ако је оригинални полином имао рационалне корене траженог типа. Како је 3 решење ове једначине (а 1 није), оригинални полином је имао рационалне корене 3/2 и одговарајући члан (2x - 3). Преко дељења сложеног полинома имамо факторисање  {\displaystyle 2x^{3}-7x^{2}+10x-6=(2x-3)(x^{2}-2x+2).}
За квадратне полиноме са целоборјним коефицијентима који имају рационалне корене, претходна разматрања воде ка техникама факторисања познатим као ac method факторисања. Претпоставимо да је квадратни полином са целобројним коефицијентима:
{\displaystyle ax^{2}+bx+c}
и да има рационалне корене, p/q и u/v. (ако је дискриминанта, {\displaystyle b^{2}-4ac}, квадрат они постоје, у супротном имамо ирационална или комплексна решења, и онда неће бити рационалних корена.) И q и v морају бити делиоци од a тако да можемо писати ове делове са заједничким имениоцем од a, који може бити написан као  -r/a и -s/a (коришћење негативних је боље и води ка лепшем крајњем решењу) Онда,
{\displaystyle ax^{2}+bx+c=a\left(x^{2}+{\frac {b}{a}}x+{\frac {c}{a}}\right)=a\left({\frac {1}{a}}(ax+r){\frac {1}{a}}(ax+s)\right)={\frac {(ax+r)(ax+s)}{a}}.}
Па, имамо :
{\displaystyle a^{2}x^{2}+abx+ac=(ax+r)(ax+s),}
где је rs = ac и r + s = b.  Аc метод за факторисање квадратних полинома је налажење r и s, два члана броја ac чији је збир b и њихово коришћење у факторизационој формули за горе приказан квадратни полином.  
Као пример посматрајмо квадратни полином :
{\displaystyle 6x^{2}+13x+6.}
Прегледањем фактора за ac = 36 доводи до 4 + 9 = 13 = b.
{\displaystyle {\begin{aligned}6x^{2}+13x+6&={\frac {(6x+4)(6x+9)}{6}}\\&={\frac {2(3x+2)(3)(2x+3)}{6}}\\&=(3x+2)(2x+3)\end{aligned}}}

### Препознатљиви обрасци
Решавање два (или више) израза се може извршити помоћу алгоритма за множење, супротан процес од факторисања, ослања се на препознавање обрасца у изразу који треба да се факторише и  запажањем како настаје овакав образац. Ово су неки од добро познатих образаца.

#### Разлика квадрата
Класичан тип алгебарског факторисања се примењује на разлику квадрата . Тако што се примењује формула:
{\displaystyle a^{2}-b^{2}=(a+b)(a-b),\,\!}
на било која два израза, и ако јесу и ако нису перфектни квадрати.
Оваква једноставна форма се често користи и за много компликованије изразе који на први поглед не изгледају као разлика два корена. На пример,
{\displaystyle {\begin{aligned}a^{2}+2ab+b^{2}-x^{2}+2xy-y^{2}&=(a^{2}+2ab+b^{2})-(x^{2}-2xy+y^{2})\\&=(a+b)^{2}-(x-y)^{2}\\&=(a+b+x-y)(a+b-x+y).\end{aligned}}}

#### Збир/разлика два куба
Још једна формула факторисања и то за збир или разлику два куба. Збир се може факторисати као:
{\displaystyle a^{3}+b^{3}=(a+b)(a^{2}-ab+b^{2}),\,\!}
а разлика као:
{\displaystyle a^{3}-b^{3}=(a-b)(a^{2}+ab+b^{2}).\,\!}

#### Разлика два четврта степена
Још једна формула, за разлику два четврта степена, као што су:
{\displaystyle a^{4}-b^{4}=(a^{2}+b^{2})(a^{2}-b^{2})=(a^{2}+b^{2})(a+b)(a-b).\,\!}

#### Збир/разлика два n-та степена
Претходне факторизације разлика и збирова степенова се могу проширити на било који позитиван цео број степена n.
За било које n, уопштена факторизација је:
{\displaystyle a^{n}-b^{n}=(a-b)(a^{n-1}+ba^{n-2}+b^{2}a^{n-3}+\ldots +b^{n-2}a+b^{n-1}).\!}
Одговарајућа формула за збир два n-та степена зависи од тога да ли је n паран или непаран. Ако је n непаран, b се може заменити са −b у формули изнад, и то даје:
{\displaystyle a^{n}+b^{n}=(a+b)(a^{n-1}-ba^{n-2}+b^{2}a^{n-3}-\ldots -b^{n-2}a+b^{n-1}).\!}
Ако је n паран, разматрамо два случаја:
1. Ако је n степен броја 2 онда се {\displaystyle a^{n}+b^{n}\!} не може факторисати (прецизније, несводљиво за рационалне бројеве).
2. У супротном, {\displaystyle n=m\cdot 2^{k},m>1,k>0} где је m непаран. У овом случају, имамо,

{\displaystyle a^{n}+b^{n}=(a^{2^{k}}+b^{2^{k}})(a^{n-2^{k}}-a^{n-2\cdot 2^{k}}b^{2^{k}}+a^{n-3\cdot 2^{k}}b^{2\cdot 2^{k}}-\ldots -a^{2^{k}}b^{n-2\cdot 2^{k}}+b^{n-2^{k}})=(a^{2^{k}}+b^{2^{k}})\sum _{i=1}^{m}a^{(m-i)2^{k}}(-b^{2^{k}})^{i-1}.\!}
Специфично, за неке мале вредности за n имамо:
{\displaystyle a^{5}+b^{5}=(a+b)(a^{4}-a^{3}b+a^{2}b^{2}-ab^{3}+b^{4}),\,\!}
{\displaystyle a^{5}-b^{5}=(a-b)(a^{4}+a^{3}b+a^{2}b^{2}+ab^{3}+b^{4}).\,\!}
{\displaystyle a^{6}+b^{6}=(a^{2}+b^{2})(a^{4}-a^{2}b^{2}+b^{4}),\,\!}
{\displaystyle a^{6}-b^{6}=(a^{3}+b^{3})(a^{3}-b^{3})=(a+b)(a-b)(a^{2}-ab+b^{2})(a^{2}+ab+b^{2}).\,\!}
{\displaystyle a^{7}+b^{7}=(a+b)(a^{6}-a^{5}b+a^{4}b^{2}-a^{3}b^{3}+a^{2}b^{4}-ab^{5}+b^{6}),\,\!}
{\displaystyle a^{7}-b^{7}=(a-b)(a^{6}+a^{5}b+a^{4}b^{2}+a^{3}b^{3}+a^{2}b^{4}+ab^{5}+b^{6}).\,\!}

#### Збир/разлика два n-та степена преко поља алгебарских бројева
Претходне факторизације дају чланове са коефицијентима истог типа као што су изрази који треба да се факторишу—на пример, полином са рационалним коефицијентима (±1 у многим случајевима) је подељен на чланове који имају рационалне коефицијенте. Међутим, факторизација у којој су коефицијенти чланова алгебарски бројеви, може довести до чланова нижих степена, као у формулама које следе и то се може доказати преко теореме конјуговано комплексних корена  {\displaystyle f(a)=a^{n}\pm b^{n}:}
Збир два члана који имају једнаке степенове се факторише као:
{\displaystyle a^{2n}+\ b^{2n}=\prod _{k=1}^{n}{\Bigl (}a^{2}\ \pm \ 2ab\cos {\frac {(2k-1)\pi }{2n}}\ +\ b^{2}{\Bigl )}.\!}
Разлика два члана који имају једнаке степенове се факторише као:
{\displaystyle a^{2n}-\ b^{2n}=(a\ -\ b)(a\ +\ b)\prod _{k=1}^{n-1}{\Bigl (}a^{2}\ \pm \ 2ab\cos {\frac {k\pi }{n}}\ +\ b^{2}{\Bigl )}.\!}
Збир или разлика два члана који имају једнаке степенове се факторише као:
{\displaystyle a^{2n+1}\ \pm \ b^{2n+1}=(a\ \pm \ b)\prod _{k=1}^{n}{\Bigl (}a^{2}\ \pm \ 2ab\cos {\frac {2k\pi }{2n+1}}\ +\ b^{2}{\Bigl )}=(a\ \pm \ b)\prod _{k=1}^{n}{\Bigl (}a^{2}\ \pm \ 2ab(-1)^{k}\cos {\frac {k\pi }{2n+1}}\ +\ b^{2}{\Bigl )}.\!}
На пример, збри или разлика два пета степена се факторише као:
{\displaystyle a^{5}\pm b^{5}=(a\pm b){\Biggl (}a^{2}\mp {\frac {1-{\sqrt {5}}}{2}}ab+b^{2}{\Biggl )}{\Biggl (}a^{2}\mp {\frac {1+{\sqrt {5}}}{2}}ab+b^{2}{\Biggl )},\!}
и збир два четврта степена се факторише као:
{\displaystyle a^{4}+b^{4}=(a^{2}-{\sqrt {2}}ab+b^{2})(a^{2}+{\sqrt {2}}ab+b^{2}).\!}

#### Проширење бинома
Биномна теорема садржи образац за коефицијенте који омогућава лако препознавање факторизација када је полином степен неког бинома.
На пример, перфектни квадрати тринома су квадратни полиноми који могу да се факторишу као:
{\displaystyle a^{2}+2ab+b^{2}=(a+b)^{2},\,\!}
и
{\displaystyle a^{2}-2ab+b^{2}=(a-b)^{2}.\,\!}
Неки кубни полиноми су четворочлани перфектни кубови који могу да се факторишу као:
{\displaystyle a^{3}+3a^{2}b+3ab^{2}+b^{3}=(a+b)^{3},}
и
{\displaystyle a^{3}-3a^{2}b+3ab^{2}-b^{3}=(a-b)^{3}.}
Генерално, коефицијенти проширених полинома {\displaystyle (a+b)^{n}} су дати као n-ти ред Паскаловог троугла. Коефицијенти од {\displaystyle (a-b)^{n}} имају исте апсолутне вредности али се мењају у знаку.

#### Остале формуле факторизације
{\displaystyle {\begin{aligned}x^{2}+y^{2}+z^{2}+2(xy+yz+xz)\,&=(x+y+z)^{2}\\x^{3}+y^{3}+z^{3}-3xyz\,&=(x+y+z)(x^{2}+y^{2}+z^{2}-xy-xz-yz)\\x^{3}+y^{3}+z^{3}+3x^{2}(y+z)+3y^{2}(x+z)+3z^{2}(x+y)+6xyz\,&=(x+y+z)^{3}\\x^{4}+x^{2}y^{2}+y^{4}\,&=(x^{2}+xy+y^{2})(x^{2}-xy+y^{2}).\end{aligned}}}

### Коришћење формула за корене полинома
Било који једноваријантни квадратни полином (полином облика {\displaystyle ax^{2}+bx+c}) може бити факторисан преко поља комплексних бројева коришћењем квадратне формуле, следи:
{\displaystyle ax^{2}+bx+c=a(x-\alpha )(x-\beta )=a\left(x-{\frac {-b+{\sqrt {b^{2}-4ac}}}{2a}}\right)\left(x-{\frac {-b-{\sqrt {b^{2}-4ac}}}{2a}}\right),}
где су {\displaystyle \alpha } и {\displaystyle \beta } два корена полинома, или оба реална или оба комплексна у случају где су a, b, c сви реални, нађени помоћу квадратне формуле.
Квадратна формула важи за све полиноме са коефицијентима било ког поља (посебно, реални и комплексни бројеви) осим оних који имају карактеристику два.
Такође постоје и формуле за кубне полиноме и полиноме четвртог степена које се могу користити на исти начин. Међутим, нема  алгебарских формула за коефицијенте који одговарају свим једноваријантним полиномима вишег степена, према Абел-Руфинијевој теореми.

### Факторисање преко комплексних бројева

#### Збир два квадрата
Ако a и b представљају реалне бројеве, онда збир њихових квадрата може бити написан као производ комплексних бројева. Овај производ је формула факторизације:
{\displaystyle a^{2}+b^{2}=(a+bi)(a-bi).\,\!}
За пример, {\displaystyle 4x^{2}+49} може се факторисати у{\displaystyle (2x+7i)(2x-7i)}.